# تكامل دلالي
التكامل الدلالي هو عملية ربط المعلومات من مصادر متنوعة، على سبيل المثال التقويمات والقيام بقوائم، ومحفوظات البريد الإلكتروني، ومعلومات التواجد (الجسدية والنفسية والاجتماعية)، والمستندات من جميع الأنواع، وجهات الاتصال (بما في ذلك الرسوم البيانية الاجتماعية)، ونتائج البحث، والدعاية والتسويق أهمية مستمدة منها. وفي هذا الصدد، يركز علم الدلالة على تنظيم المعلومات واتخاذ إجراءات بشأنها من خلال العمل كوسيط بين مصادر البيانات المتباينة، والتي قد تتعارض ليس فقط من حيث البنية ولكن أيضًا مع السياق أو القيمة.

## التطبيقات والأساليب
في تكامل تطبيقات المؤسسات (EAI)، يمكن للتكامل الدلالي تسهيل أو حتى أتمتة الاتصال بين أنظمة الكمبيوتر باستخدام نشر البيانات الوصفية. من المحتمل أن يوفر نشر البيانات الوصفية القدرة على الارتباط تلقائيًا بـ انطولوجية. يتطلب نهج واحد لرسم خرائط الأنطولوجيا الآلية (شبه) تعريف المسافة الدلالية أو عكسها، التشابه الدلالي والقواعد المناسبة. تتضمن الطرق الأخرى ما يسمى الأساليب المعجمية، وكذلك المنهجيات التي تعتمد على استغلال هياكل الأنطولوجيات. للتعبير بوضوح عن التشابه / المساواة، توجد خصائص أو علاقات خاصة في معظم اللغات الأنطولوجية. 
في نهاية المطاف قد ترى تصميمات النظام ظهور معماريات قابلة للتكوين حيث يتم ربط واجهات بينية منشورة معًا لتمكين قدرات جديدة وذات مغزى. ويمكن وصفها في الغالب من خلال مواصفات تعريفية زمن التصميم، والتي يمكن في نهاية المطاف أن يتم تقديمها وتنفيذها في وقت التشغيل.[بحاجة لمصدر][بحاجة لمصدر]
كما يمكن استخدام التكامل الدلالي لتسهيل أنشطة وقت التصميم لتصميم الواجهة ورسم الخرائط. في هذا النموذج، يتم تطبيق علم المعاني فقط بشكل صريح على التصميم وتعمل أنظمة وقت التشغيل على مستوى البنية. يمكن لهذا النهج «الربط الدلالي المبكر» تحسين الأداء العام للنظام مع الاحتفاظ بفوائد التصميم الدافع الدلالي. [بحاجة لمصدر][بحاجة لمصدر]

## أمثلة
كانت ندوة المحيط الهادئ حول الحوسبة الحيوية بمثابة مكان لنشر مهمة رسم خرائط الوجود في المجال الطبي الحيوي، ويمكن العثور على عدد من الأوراق البحثية حول هذا الموضوع في مواقع الندوة.